# 호이살라 왕국
호이살라(칸나다어: ಹೊಯ್ಸಳ)는 1026년부터 1343년까지 카르나타카주에 있는 서고츠산맥의 고지대인 말레나두 지역을 중심으로 존재하던 칸나다계 왕국이다. 호이살라의 수도는 처음에는 벨루르에 있었으나 후에 할레비두로 이전하였다.
12세기부터 서찰루키아와 칼랴니 칼라추리 왕국 간의 전쟁을 틈타 카르나타카 지역과 타밀나두의 카베리 삼각주 북쪽을 병합하며 점차 성장하였으며, 촐라 제국이 후기 판디아와의 전쟁으로 쇠퇴한 틈을 타 촐라 제국의 영토를 일부 차지하여 영토를 확장하기도 했지만, 13세기부터 델리 술탄국 투글루크 왕조의 침공으로 점차 쇠퇴하다 결국 1343년에 멸망하였다.
호이살라 시대는 남인도에서의 예술, 건축, 종교에 있어 중요한 시대로, 오늘날 주로 호이살라 건축으로 기억되고 있다. 오늘날 카르나타카주에는 100개 이상의 살아남은 호이살라 사원들이 산재해 있다. 호이살라 시대의 유명한 사원들로는 천나케샤바 사원, 호이스살레스와라 사원, 천나케사바사 사원 등이 있다. 호이살라의 통치자들은 예술을 후원했으며, 칸나다 문학과 산스크리트 문학을 장려하였다.

## 기원
칸나다 민화에 따르면 앙가디 바산티카 여신(현재 소세부루라 불림)의 신전 근처에서 마주친 호랑이를 쳐서 죽이고 그의 자이나교 구루인 수다타를 구한 청년 살라가 호이살라의 기원으로, 호랑이를 죽인 그에게 붙은 "호이"라는 별명이 호이살라의 어원이 되었다고 한다. 이 전설은 1117년 비슈누바르다나의 벨루어 비문에 처음 등장했으나 몇 가지 모순으로 인해 야사로 남아있다. 이 전설은 비슈누바르다나 왕이 탈라카두에서 촐라 제국을 이겼을 때 인기를 얻은 것으로 짐작된다. 촐라 제국의 상징이 호랑이였으며, 전설은 칸나다 전사 살라와 호랑이의 싸움을 묘사하였기 때문이다. 1078년과 1090년에 쓰여진 초기의 비문들은 야다바 밤사(클란)를 호이살라 밤사"라고 지칭함으로써 호이살라가 야다바의 후손이라는 것을 암시해 왔다. 그러나 호이살라 민족과 북인도의 야다바 민족을 직접적으로 연결하는 초기 기록은 없다.
역사학자들은 호이살라의 지배자들을 말레파롤간다 또는 말레파족의 우두머리라고 부르는 수많은 비문을 바탕으로 말레나두의 토착민들로 간주하고 있다. 이 칸나다어로 된 호칭은 호이살라 국왕들이 비문 속에서 왕족의 서명으로 자랑스럽게 사용하였다. 칸나다어(자타카틸라카)와 산스크리트어(가디카르나미타)의 문학 작품들도 호이살라인들이 오늘날 카르나타카로 알려진 지역의 원주민임을 확인하는 데 도움을 주었다.

## 역사
니리파 카마 2세때 호이살라 왕국이 형성되었으며, 니리파 카마 2세의 후계자 문다(1006–1026)때 서강가 왕국과 동맹을 맺었다. 이후 비슈누바르다나때부터 호이살라는 서찰루키아를 대신하는 카르나타카 지역의 차기 강대국으로 성장하기 시작하였는데, 촐라 제국을 침공하여 영토 확장을 시도하였으며, 1116년 촐라 제국으로부터 강가바디를 빼앗으면서 수도를 벨루르에서 할레비두로 옮겼다.
비슈누바르다나(Vishnuvardhana)의 독립 제국을 만들려는 야망은 그의 손자 비라 발랄라 2세(1187-1193)에 의해 실현되었다. 호이살라 제국은 서찰루키아 제국 내 하나의 세력으로 시작되어 비슈누바르다나, 비라 발랄라 2세, 이후 비라 발랄라 3세 등의 강력한 호이살라 군주들과 함께 카르나타카 지역에서 점차 세력을 넓혀나갔다. 비라 발랄라 2세는 판디아 왕국이 촐라 제국을 침공한 틈을 타 판디아 왕국을 기습 공격하였다. 비라 발랄라 2세는 "촐라 왕국의 건국자"(Cholarajyapratistacharya), "남쪽의 황제"(Dakshina Chakravarthi), "호이살라 황제"(Hoysala Chakravarthi)라고 불리었으며, 칸나다 민화에 따르면 그에 의해 도시 방갈로르가 건설되었다.
호이살라는 1225년경 타밀나두 지역으로 그들의 세력을 넓혀 스리랑암 근처의 칸나누르 쿠팜(Kannanur Kuppam)을 그 주의 주도로 삼고 남부 데칸에서 시작된 호이살라 헤게모니를 통해 남인도를 다스리기 시작했으며, 호이살라의 영향력은 판디아 왕국에까지 퍼졌다. 13세기 말, 비라 발랄라 3세는 판디아 왕국의 봉기로 잃어버린 타밀나두의 영토를 탈환하여 호이살라의 북부와 남부를 통일시켰다.
14세기 초 이슬람교의 지배하에 있던 인도 북부의 데칸지역에서 주요한 정치적 변화가 일어나고 있었다. 델리 술탄국의 술탄 알라웃딘 할지는 남인도를 자신의 영토로 끌어들이기로 결심하고 1311년 야다바 왕조의 수도 데바기리를 약탈하기 위해 남부 원정에 사령관 말리크 카푸르를 보냈다. 야바나 왕조는 1318년에 델리 술탄국에 예속되었으며, 호이살라 제국의 수도 할레비두 역시 1311년과 1327년 두 번에 걸쳐 침략당했다. 1336년까지 델리 술탄국은 마두라이의 판디아 왕국, 와랑갈의 카카티야 왕국, 그리고 캄필리에 있는 약소국을 정복했다. 호이살라 제국은 침략군에 저항한 유일한 힌두 제국이었으며, 비라 발랄라 3세는 티루반나말라이에 주둔하여 북부의 델리 술탄국과 남부의 마바르 술탄국에 대해 거세게 저항하였다. 30년에 가까운 저항 끝에 비라 발랄라 3세는 1343년 마두라이 전투에서 전사했고 호이살라 제국의 주권과 영토는 퉁가바드라강 지역에서 비자야나가라 제국의 하리하라 1세에 의해 병합되었다.

## 행정

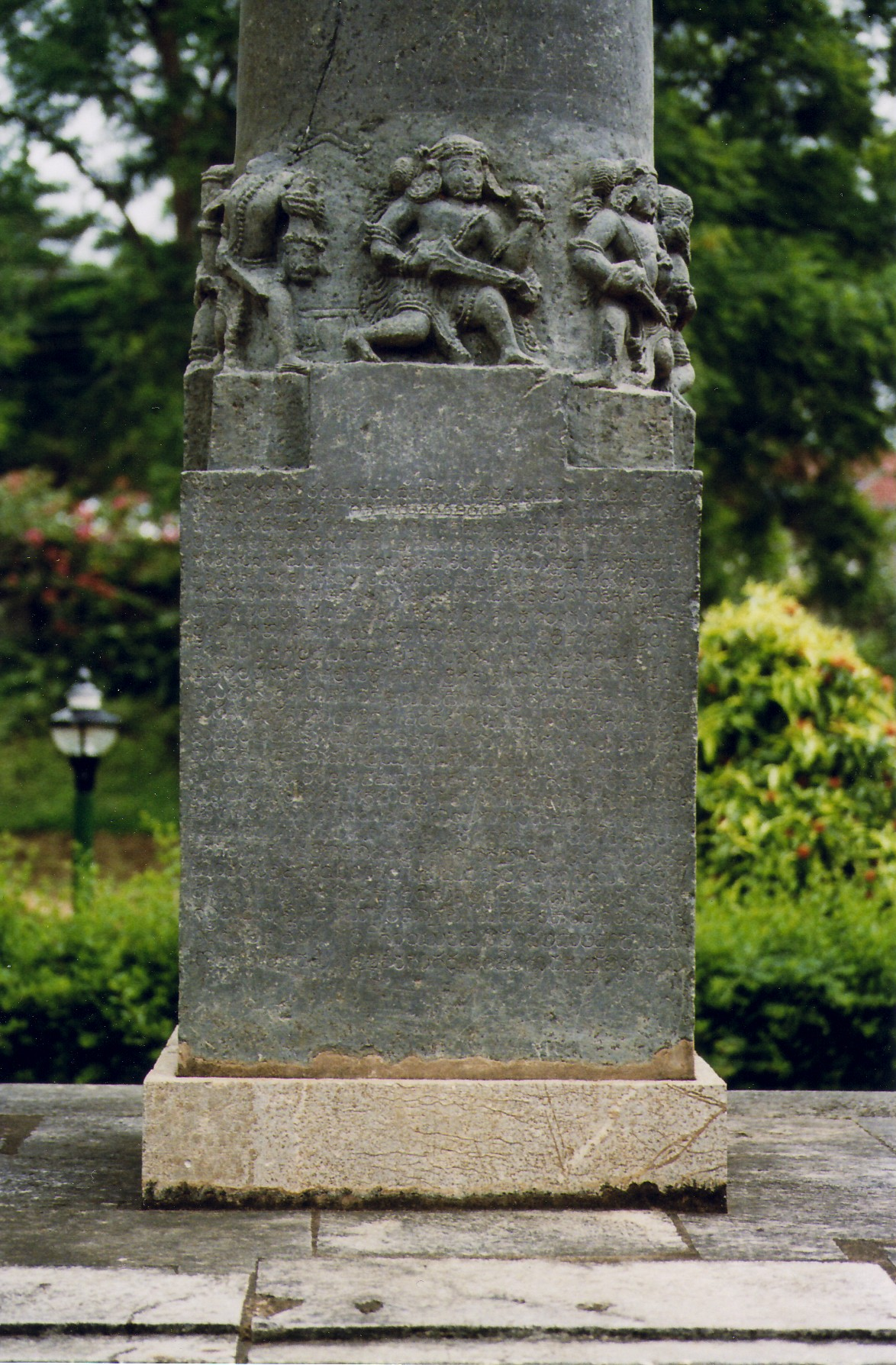
1220년경의 고대 칸나다어 비문이 새겨진 할레비두의 가루다 기둥 영웅석

정부 관행에서 호이살라 제국은 내각 조직 및 명령, 지방 통치 기관의 구조 및 영토 분할과 같은 행정 기능을 다루는 이전의 잘 확립되고 입증된 방법 중 일부를 따랐다. 기록에는 왕에게 직접 보고하는 많은 고위직의 이름이 나와 있다. 수석 장관은 파차 프라다나라고 불렸고, 외무장관은 "산디비그라히", 최고 재무관으로 "마하반다리" 또는 "히란야반다리"라는 이름이 존재하였다. 군대를 담당하는 단다나야카와 호이살라 법정의 수석 판사직인 다르마디카리도 있었다.

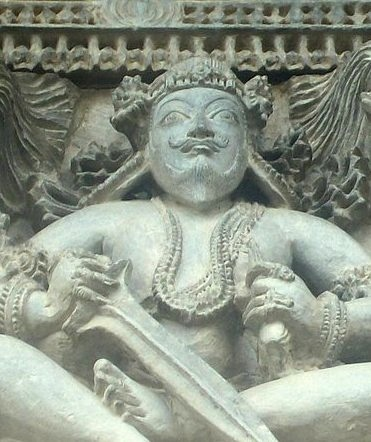
호이살라 왕 비슈누바르다나

왕국은 지리적 크기의 내림차순으로 나두, 비샤야, 캄파나와 데샤로 나열된 지방으로 분할되었다. 각 지방에는 그 속주의 통치자(단다나야카)에게 보고하는 장관(마하프라다나)과 재무(반다리)로 구성된 지방 통치 기구가 있었다. 이 지역 통치자 아래에는 헤가데스와 가분다스라고 불리는 관리들이 있었으며, 이들은 땅을 경작하기 위해 모집된 지역 농부와 노동자를 고용하고 감독하였다. 알루파스와 같은 종속 지배를 받던 씨족은 제국이 정한 정책에 따라 각자의 영토를 계속 통치하였다.
가루다스로 알려진 잘 훈련된 정예 근위대는 항상 왕실의 구성원을 호위하였다. 이 가신들은 그들의 주인 옆에서 밀접하지만 눈에 띄지 않게 움직였는데, 이들은 너무나 완벽한 충성심을 지녔던 나머지 주인이 죽으면 자살하였으며, 이 근위대를 기리기 위해 세워진 영웅석(virgal)을 가루다 기둥이라고 하였다. 할레비두의 호이살레스와라 사원에 있는 가루다 기둥은 비라 발랄라 2세 왕의 장관이자 경호원인 쿠바라 락슈마를 기리기 위해 세워졌다.
비슈누바르다나 왕의 동전에는 호이살라식 칸나다 문자로 쓰여진 놀람바다비의 승리자(놀람바다비곤다), 탈라카드의 승리자(탈라카두곤다), 말레파스의 수석(말레파롤간다), "말레파의 용기(말라파비라) 전설이 들어가 있다. 혼누 또는 가드야나라고 불리던 이들 금화의 무게는 굼 62그레인으로, 파나 또는 하나는 혼누의 10분의 1이고 하가는 파나의 4분의 1이며 비샤는 하가의 4분의 1에 해당한다. 다른 주화로 벨리와 카니가 있었다.

### 수도
최초의 호이살라의 수도는 오늘날 치크마갈루르구의 앙가디에 있는 소사부르 (사사카푸라, 소세부루 또는 소사부르파타나라고도 함)였다. 소사부르는 1026년부터 1048년까지 호이살라의 수도였다. 그러나 수도가 옮겨진 후에도 소사부르는 자이나교의 종교 중심지뿐만 아니라 중요한 상업 및 행정 중심지로 남아있었다.:88
1048년, 호이살라의 수도는 벨루르로 옮겨졌다. 여러 요인들이 벨루르를 수도로서 매력적인 장소로 만들었는데, 야가치 강에 위치해 일년 내내 물이 잘 공급되었고, 언덕이 많은 지형에 위치해 있어 쉽게 방어할 수 있었으며, 상업과 통신 모두를 돕는 중요한 무역로에 놓여져 있었다. 그러나 벨루르는 다시 옮겨지기 전까지 10년 동안 거의 수도 역할을 하지 못했다.
세 번째로 오래 지속된 호이살라의 수도는 오늘날 할레비두에 위치한 드와라사무드라 (도라사무드라 또는 드바라바티푸르라고도 불림)였다. 드와라사무드라는 1062년에 수도가 되었고 왕조가 끝날 때까지 수도로 남아 있었다. 이동한 이유는 알려지지 않았지만, 행정적인 편의 때문이었을 수도 있다. 드와라사무드라와 벨루르를 연결하고 야가치에서 드와라사무드라로 물을 가져오는 운하가 파여져 있었다. 두 개의 무역로가 도시를 통과했고, 수십 개의 사원이 그 안에 지어졌다. 도시는 14세기에 쇠퇴했다.

## 사회
호이살라 시대는 신흥 종교가 발전하고, 정치 문화적인 발전이 많이 이루어진 시대로써, 고대의 제국 사회는 점차 정교하게 구성되어갔다. 여성의 지위는 다양하였는데, 현대의 기록에서 살펴볼 수 있는 일화 – 비라 발랄라 2세가 전쟁에 출전한 후 일부 왕족 여성들(우메드비 왕비 등)에 의해 할레비두 정부가 운영됨-등에서 상당한 위치를 가졌음이 증명되기도 하였다. 우메드비 여왕은 또한 몇몇 적대적인 봉건 반군들과 싸워 물리쳤다. 또다른 기록에서는 예술분야에서 여성의 참여, 즉 샨탈라 데비 여왕의 춤과 음악 실력과 같은 기량을 기술하고 있으며, 12세기 바차나 사히타 시인과 링가야티 신비주의 아크카 마하데비의 바크티 운동에 대한 헌신등도 기록되어 잘 알려져 있다. 사원 무용수(데바다시)는 아주 평범한 직업이었으며, 그들은 교양과 예술에 능했다. 또한 이러한 직업을 가질 수 있었던 호이살라 수도의 여성들은 일상적인 집안일에만 갇혀있던 다른 도시나 시골 여성들보다 더 많은 자유를 가질 수 있었다. 그러나 인도의 대부분과 마찬가지로 카스트 제도가 굳건하게 존재하였으며, 사티의 관행이 만연하고 매춘이 사회적으로 용인되었다.
인도 서해안에서 이루어진 무역의 영향으로, 아랍인, 유대인, 페르시아인, 한족 그리고 말레이 반도의 사람들을 포함한 많은 외국인들이 인도 아대륙으로 유입되었다. 또한 호이살라 제국이 확대되면서, 남인도 지역으로 사람들이 이주하게 되었고 이는 새로운 문화와 기술이 확장되는 계기가 되었다. 슈라바나벨라골라(Shravanabelagola)와 같은 몇몇 마을들은 7세기에는 종교적인 정착지였으나, 부유한 상인들이 밀려들어와 정착하면서, 12세기까지 중요한 무역 중심지로 발전하였다. 벨루르와 같은 마을들은 비슈누바르다나 왕이 천나케사바 사원 등 여러 사원들을 건설할 때 중소 도시로 성장하였으며, 이렇게 왕실의 후원을 받아 지어진 사원들은 종교, 사회, 사법의 목적을 수행하여 국왕을 보좌하였다. 사원 건축은 종교적인 기능뿐만 아니라 상업적인 기능을 하였으며 힌두교의 어떤 특정한 종파에도 국한되지 않았다. 할레비두의 시바 상인들은 벨루르에 지어진 천나케사바 신전과 경쟁하기 위해 호이세레스와라 신전의 건설에 자금을 대어 할레비두도 중요한 도시로 승격시켰다. 농촌의 부유한 지주들이 건설한 사원은 농업 공동체의 재정, 정치, 문화, 종교적 요구를 충족시켰다. 힌두교 사원이 점차 부유한 수도원의 형태를 띠기 시작하면서, 이 거대한 사원들은 다양한 길드와 지역 사회를 지탱하는 직업의 수백 명의 사람들에게 고용을 제공하는 시설로 자리매김하였다.

## 경제

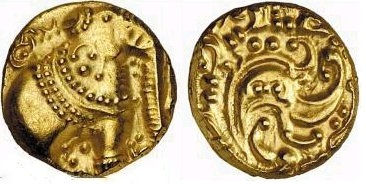
서기 10~13세기 가자파티 파고다.

호이살라 정부는 농업 경제에서 얻은 수입을 통해 자급자족하였다. 왕은 농산물과 임산물을 생산하는 소작농에게 집주인이 된 수혜자에 대한 서비스에 대한 보상으로 토지를 교부해주었다. 지주(가분다)에는 두 가지 유형이 있으며, 사람들의  가분다(프라자의 가분다)는 부유한 영주의 가분다보다 지위가 낮았다. 온대 기후에 해당하는 고지대(말나드)는 소를 기르고 과수원과 향신료를 심기에 적합하였다. 벼를 비롯한 각종 곡류는 열대 평야(발리나드)의 주요 작물이었다. 호이살라는 물탱크, 수문이 있는 저수지, 운하 및 우물을 포함한 관개 시설을 지역 주민들을 대상으로 징수한 세금을 통해 건설하고 유지하였다. 비슈누사가라, 샨티사가라, 발라바라야사가라와 같은 관개 시설들은 국가의 희생으로 만들어졌다.
인도 왕국의 일반 운송 수단과 군기병대에 사용하기 위한 말을 수입하는 것은 서부 해안에서 번창하던 사업이었다. 오늘날 케랄라 지역에 위치한 항구를 통해 수출된 티크나무와 같은 풍부한 목재를 얻기 위해 숲을 벌채하였다. 송나라의 기록에서 남중국해 항구에 인도 상인이 있었다는 언급을 통해 해외 왕국과도 활발한 교역을 하고 있었다는 것을 알 수 있다. 남인도는 직물, 향신료, 약초, 보석, 도자기, 소금, 금, 상아, 코뿔소 뿔, 흑단, 침향나무, 향수, 백단향, 장뇌 등을 중국, 도파르, 아덴 및 시라프 (이집트, 아라비아, 페르시아로 가는 관문)에 수출하였다. 건축가(비슈와카르마스), 조각가, 채석장 노동자, 금 세공인 및 기타 사원 건축과 직간접적으로 관련된 무역이 활발한 사원 건축 활동으로 인해 번성하였다.
촌의회는 정부의 토지세를 징수하는 일을 맡았다. 시다야라고 불리던 토지 수입은 원래 불입 추징과 각종 세금이 포함되었으며, 주로 직업, 결혼, 병거나 마차로 운송되는 물품, 가축 등에 세금이 부과되었다. 상품(금, 보석, 향수, 백단향, 로프, 원사, 주택, 난로, 상점, 소금 냄비, 사탕수수 압착기) 및 농산물(후추, 빈랑 잎, 버터 기름, 벼, 향신료, 야자 잎, 코코넛)에 대한 세금, 설탕)이 마을 기록부에 기록되어 있다. 촌의회는 물탱크 건설과 같은 특정 목적을 위해 세금을 부과할 수 있었다.

## 종교

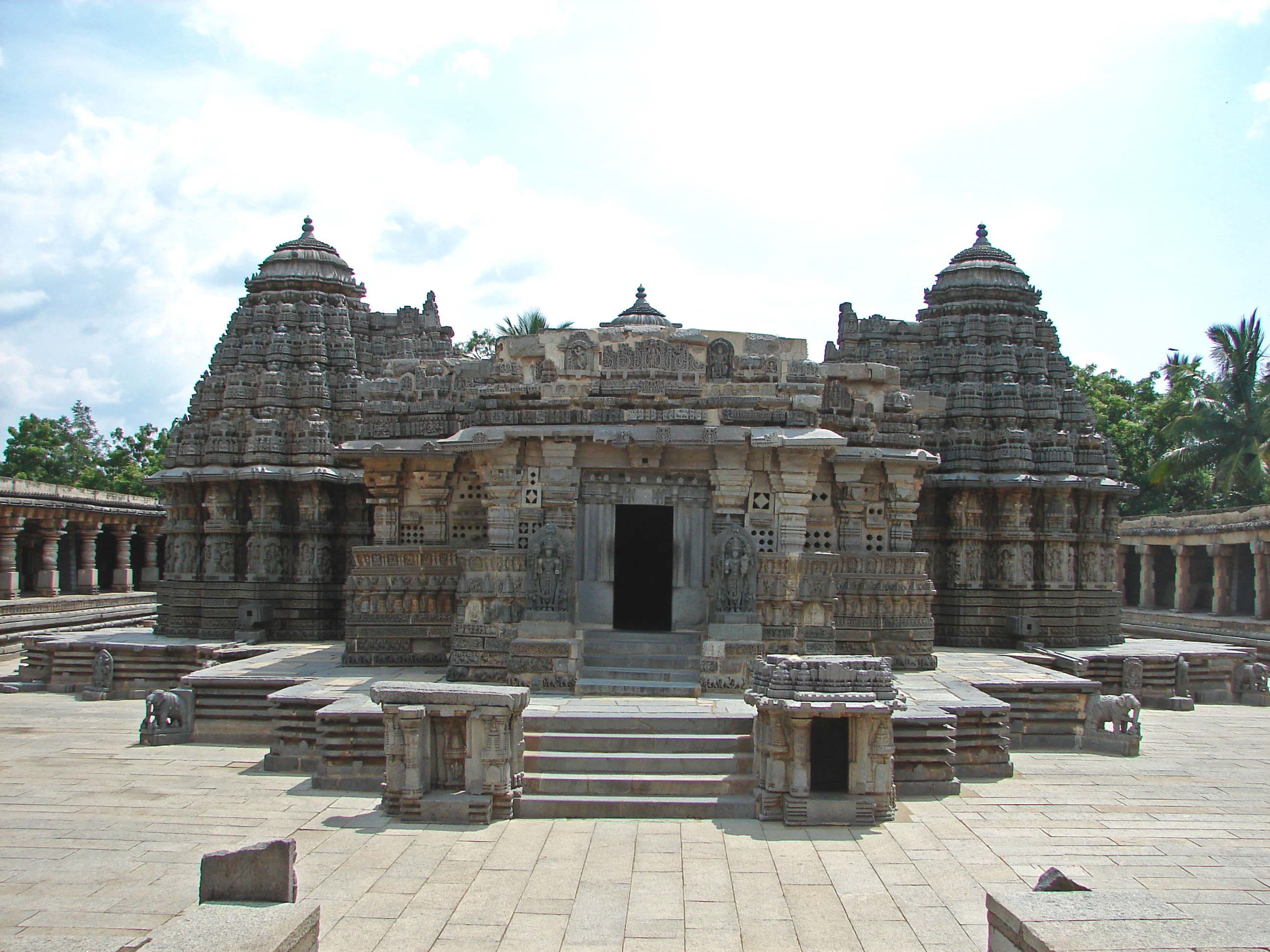
1268년 소마나타푸라에 지어진 첸나케사바 사원

11세기 초 촐라족이 자이나교를 믿던 서강가족을 패배시키고 12세기에 비슈누교와 시바교 신자들이 증가하며 자이나교에 대한 사람들의 흥미가 감소하였다. 호이살라 영토에서 주목할만한 자이나교 신앙지 두 곳은 슈라바나벨라곤다와 판차쿠타 바사디 캄바다할리이다. 8세기에 샹카라의 아드바이타 베단타가 남인도로 전파되면서 남인도에서 불교가 쇠퇴하기 시작되었다. 호이살라 시대의 유일한 불교 예배 장소는 담발과 발리가비였다. 비슈누바르다나의 왕비 샨탈라 데비는 자이나교도임에도 불구하고 벨루르에 카페 첸니가바라야 힌두교 사원을 의뢰하였는데, 이는 왕가가 모든 종교에 관대했다는 증거이다
호이살라의 지배기 동안 바사바, 마드바차리야 및 라마누자의 세 철학자에게 영감을 받으면서 오늘날의 카르나타카주에서 세 가지 중요한 종교적 발전이 이루어졌다.
링가파의 기원은 논쟁의 여지가 있지만, 이 운동은 12세기에 바사바와의 연관성을 통해 성장하였다. 아디 샹카라의 가르침에 비판적이었던 마드바차리야는 세상은 환상이 아니라 실재하는 곳이라고 주장하였다. 그의 드바이타 베단파는 우두피에서 인기를 얻으며 8개의 마타를 세울 수 있었다. 스리랑감에 있는 비슈누파 수도원의 수장인 라마누자는 헌신의 길(바크티 마르가)를 설파하고 아디 샹카라의 아드바이타에 대한 비평서인 스리바슈야를 저술하였다.
이러한 종교적 발전은 남인도의 문화, 문학, 시 및 건축에 지대한 영향을 미쳤으며, 다음 세기까지 이들 철학자들의 가르침을 기초로 중요한 시와 문학 작품들이 쓰여졌다. 비자야나가라 제국의 살루바(Saluva), 툴루바(Tuluva), 아라비두(Aravidu) 왕조는 비슈누파 힌두교도였으며, 비자야나가라의 비탈라푸라(Vitthalapura) 지역에는 라마누자(Ramanuja)의 이미지가 있는 비슈누파 사원이 있다. 후기 마이소르 왕국의 학자들은 라마누자의 가르침을 지지하는 비슈누파 작품을 저술하였다. 비슈누바르다나 왕은 자이나교에서 비슈누파 힌두교로 개종한 후 많은 사원을 지었다. 마드바차리야 교단의 후기 성자인 자야트리타, 비야샤트리타, 시리파다라자, 비디라자 트리타와 비자야 다사, 고팔라다사 및 카르나타카에서 온 다른 사람들과 같은 추종자들은 그의 가르침을 널리 퍼뜨렀다. 그의 가르침은 구자라트의 발라바와 벵골의 차이타냐 마하프라부와 같은 후기 철학자들에게 영감을 주었다. 17세기와 18세기에 도래한 또 다른 바크티의 물길은 그의 가르침에서 영감을 얻었다.

## 언어 및 문학

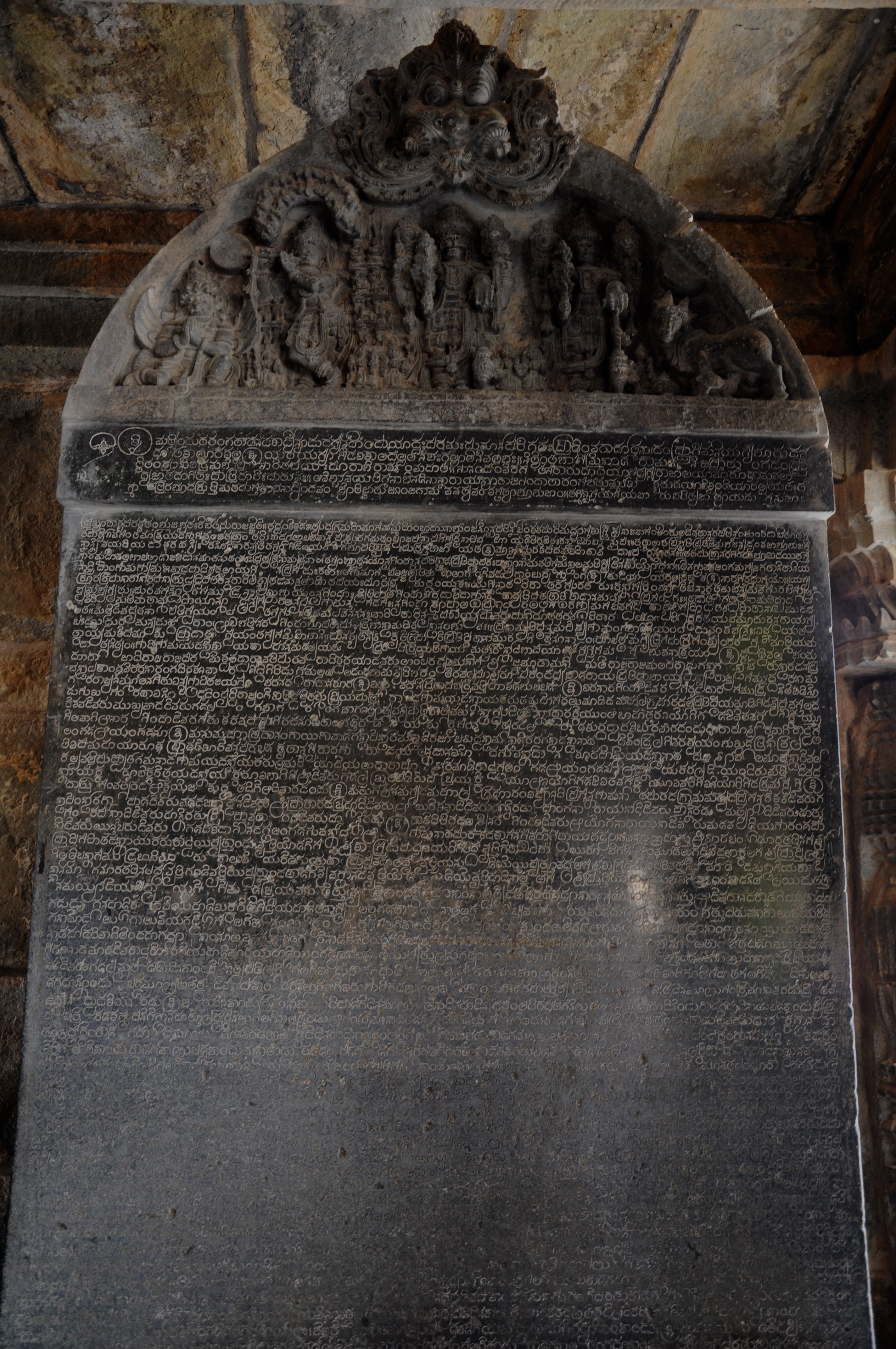
소마나나푸라의 케샤바 사원에 있는 나라심하 3세의 고대 칸나다어 비문(1270년).

호이살라 통치자들은 칸나다어를 강력히 후원하였다. 이들의 비문에서도 이러한 점을 종종 볼 수 있는데, 비문은 종종 오히려 산문보다 세련되고 시적인 언어로 작성되었으며, 비문의 가장자리에는 꽃 디자인의 삽화가 들어갔다. 역사가 셸돈 폴로크에 따르면, 호이살라 시대에 칸나다어는 산스크리트어를 완전히 대체하는 궁정 언어로 자리잡게 되었다. 사원은 브라만 지식인이 산스크리트어로 학생들을 가르치는 지역 학교로 사용되었으며, 자이나교와 불교 수도원은 초보 승려를 가르쳤다. 고등 교육 학교는 가티카스라고 불렸다. 현지 칸나다어는 신과 가까워지는 황홀한 체험(바차나 및 데바라나마)를 표현하는 바크티 운동에서 널리 사용되었다. 서로 묶인 종려나무 잎에 문학 작품이 쓰여 있었다. 지난 세기에 자이나교 작품이 칸나다어 문학을 지배했지만 시바파와 초기 브라만 작품은 호이살라 통치 기간 동안 인기를 얻었다. 산스크리트어로 된 글에는 시, 문법, 사전, 매뉴얼, 수사학, 오래된 작품에 대한 주석, 산문 소설 및 드라마가 포함되었다. 비문(Shilashasana) 외에 동판(타마라샤사나)은 칸나다어로 주로 쓰여져 있지만, 일부는 산스크리트어 또는 이중 언어로 쓰여졌다. 칭호, 족보, 왕의 기원 신화 및 축도를 기재한 이중 언어 비문 구절은 일반적으로 산스크리트어로 작성되었다. 칸나다어는 토지, 경계, 지방 당국의 참여, 수혜자의 권리와 의무, 세금 및 회비, 증인에 대한 정보를 포함하여 보조금 조건을 명시하는데 사용되었다. 이를 통해 현지 사람들이 모호함 없이 내용을 명확하게 이해할 수 있었다.
호이살라 지배기 동안 산스크리트어 문학은 여전히 인기를 얻었으나, 현지 칸나다어 학자들의 왕실 후원도 증가하였다. 12세기에 일부 작품은 참푸 스타일로 작성되었지만,독특한 칸나다어 미터법이 더 널리 받아들여졌다. 상가티야 운율은 작곡에 사용되었으며, 샤트파디(6행), 트리파디(3행) 운문 및 라갈레(서정시) 운율이 유행하게 되었다. 자이나교의 작품은 계속해서 티르탕카라의 미덕을 찬양하였다.
호이살라 궁정은 자나, 루드라바타, 하리하라 및 그의 조카인 라가반카 등의 학자들을 후원하였으며, 그의 작품은 칸나다어에서 오래 지속된 걸작으로 꼽힌다. 1209년에 자이나교 학자 자나는 지역 신인 마리암마에게 두 어린 소년을 제물로 바치려고 한 왕이 이들을 불쌍히 여긴 나머지 소년들을 풀어주고 인신공양을 포기하는 이야기 담긴 《야소다라차리테》라는 작품을 썼으며, 이 작품을 기념하기 위해 자나는 비라 발랄라 2세 왕으로부터 "시인의 황제"라는 뜻의 카비차크라바르티라는 칭호를 받았다.
스마르타파 브라만 루드라바타(Rudrabhatta)는 최초의 유명한 브라만 작가로, 그의 후원자는 비라 발랄라 2세 왕의 장관인 찬드라물리였다. 그는 비슈누 푸라나 초기작을 기초로 악마 바나수라와의 싸움으로 이어지는 크리슈나의 삶과 관련된 참푸 양식의 《자간나타 비자야》를 썼다.
링가야티 작가이자 나라심하 1세 왕의 식객인 하리하라(Harisvara)는 시바와 파르바티의 결혼을 10개의 절로 설명하는 오래된 자이나교 참푸 작품인 《기리자칼랴나》를 썼다. 그는 바차나 문학 전통의 일부가 아닌 최초의 비라샤이바 작가 중 한 사람이다. 그는 할레비두(Halebidu)의 회계사 가족(카라니카스) 출신으로 함피(Hampi)에서 수년 동안 비루팍샤(시바의 한 형상)를 찬양하는 100편 이상의 라갈을 썼다. 라가반카는 드물게 칸나다어 문법의 엄격한 규칙을 위반했지만 고전으로 간주되는 하리샤찬드라 카비야에서 샤트파디 운율을 처음으로 칸나다어 문학에 도입하였다.
산스크리트어로는 철학자 마드바차리야가 《브라흐마수트라》(베다에 대한 논리적 설명이 담긴 힌두교 경전)와 다른 학파의 교리를 반박하는 많은 논쟁이 담긴 《리그브샤야》를 저술하였다. 그는 자신의 철학을 논리적으로 증명하기 위해 베다보다 푸라나에 더 의존하였다. 또 다른 유명한 작품으로는 비다트리타의 《루드라프르슈나바슈야》가 있다.

## 건축

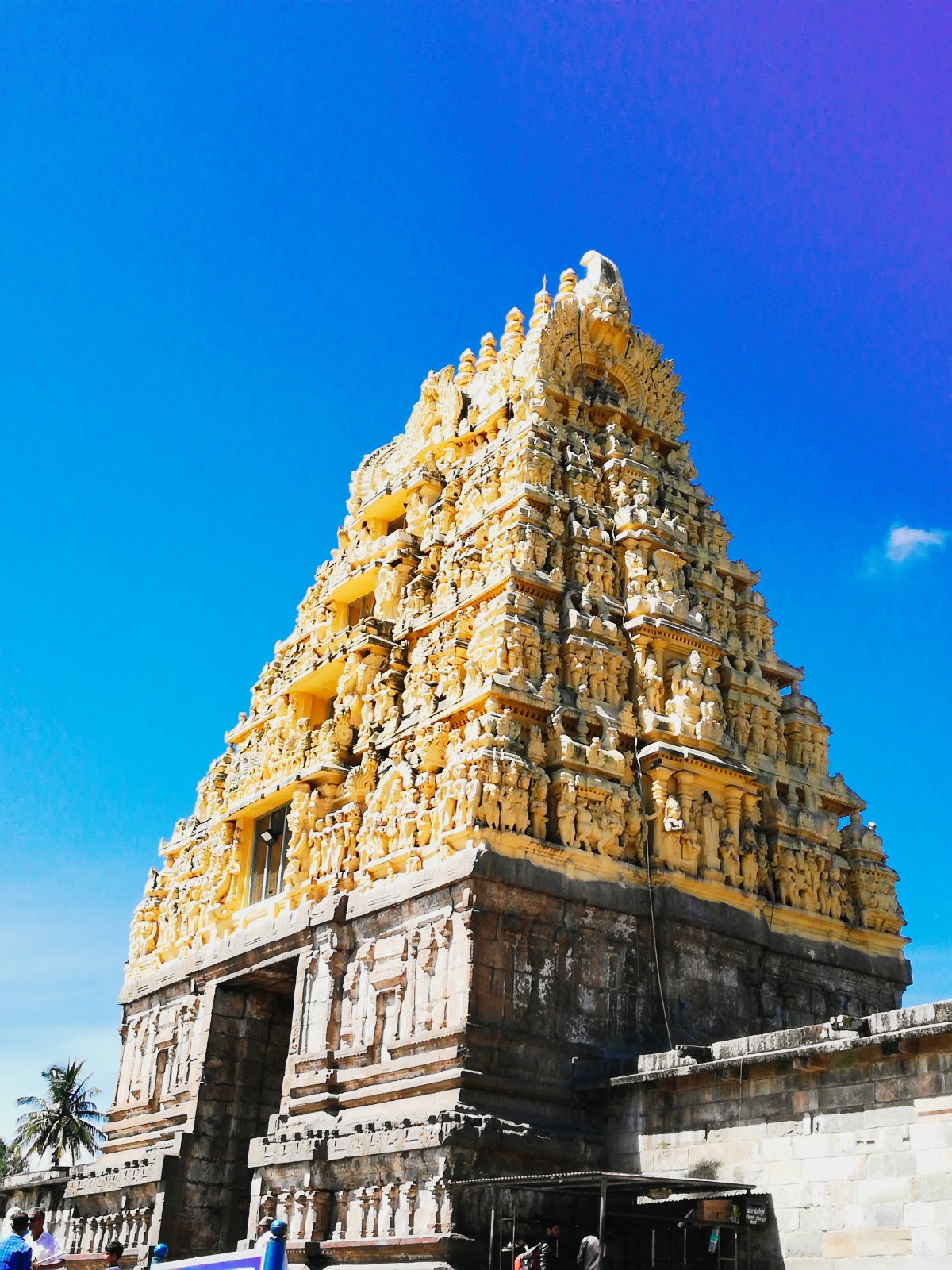
벨루르의 천나케사바 사원

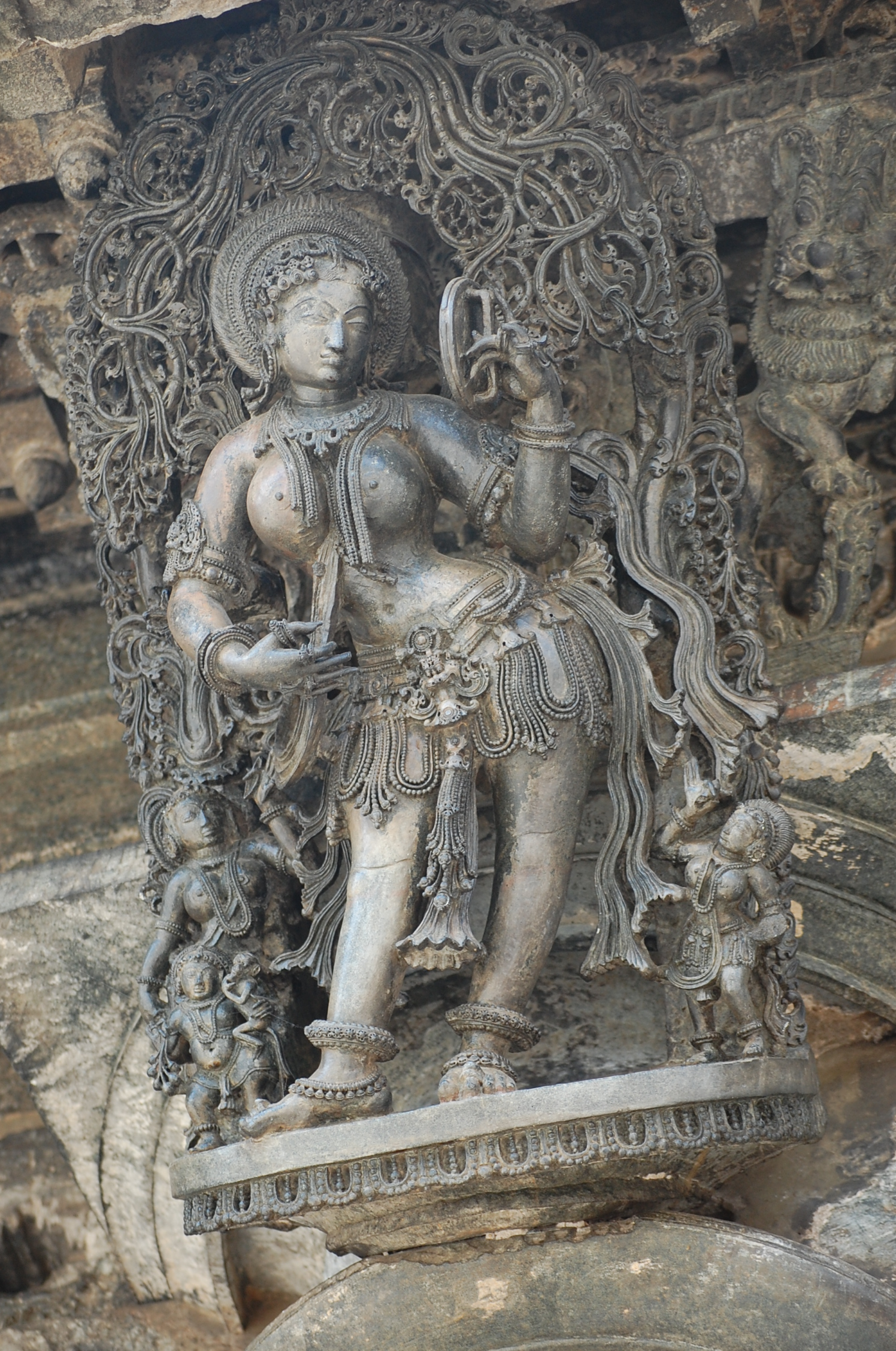
벨루르의 첸나케샤바 사원을 장식하는 많은 마다나카이 중 하나인 "다르파나순다리"(거울을 든 여인).

오늘날 호이살라가 주목을 받는 이유는 군사적인 이유가 아니라 예술과 건축 양식 때문이다. 남쪽의 판디아 왕국과 북쪽으로는 세부나 왕국의 끊임없는 위협에도 불구하고 국토 전역에 걸쳐 활발한 사원 건축이 이루어졌다. 그들의 건축 양식은 서찰루키아 양식을 따왔으며, 뚜렷한 드라비다적인 요소를 보여준다. 호이샬라 건축 양식은 전통적인 드라비다 양식과 구별되는 카르나타 드라비다로 묘사되며, 많은 독특한 특징들을 가진 독립적인 건축 전통으로 간주된다.
호이살라 사원 건축의 특징은 숙련된 장인 정신으로 탄생한 정교한 디테일이다. 사찰 사당 위 탑(비마나)은 복잡한 조각으로 섬세하게 마무리되어 있어 탑의 형태와 높이는 웅장하고 부분적으로는 정교하고 세밀한 모습을 보여준다. 율동적인 돌출과 음각으로 이루어진 사당 기지의 기단 디자인은 장식된 층계를 질서정연하게 이어가며 탑에 통일성을 부여한다. 호이살라 사원의 조각은 여성적인 아름다움, 우아함, 체격을 묘사하는 데 초점을 맞추었으며, 장인정신을 통해 갖춘 섬세함을 강조한다. 호이샬라 예술가들은 사원건축 시 기본 건물과 조각 재료로 부드러운 돌인 수프스톤(염색체 분화구)을 사용하여 이러한 섬세함을 완성하였다. 벨루르에 있는 천나케사바 사원(1117), 할레비두에 있는 호이세레스와라 사원(1121), 소마나타푸라(1279), 아라시케레에 있는 절, 암루타푸라, 코반글라(1173), 하란할리(1235), 모살 및 바사랄루(1234)는 호이살라 미술의 대표적인 예다. 벨루르와 할레비두의 사원은 조각상의 아름다움 때문에 가장 잘 알려져 있으며, 다른 모든 사원의 외벽에는 힌두교 서사시를 묘사한 복잡한 석조 조각과 수평 프리즈(장식 몰딩)가 들어 있다. 이러한 묘사는 일반적으로 전통적인 시계방향으로 진행된다. 할레비두 사원은 힌두교 건축의 뛰어난 예로서 인도 건축에서 중요한 이정표로 묘사되어 왔다. 벨루르와 할레비두 사원은 유네스코 세계문화유산으로 지정되었다.

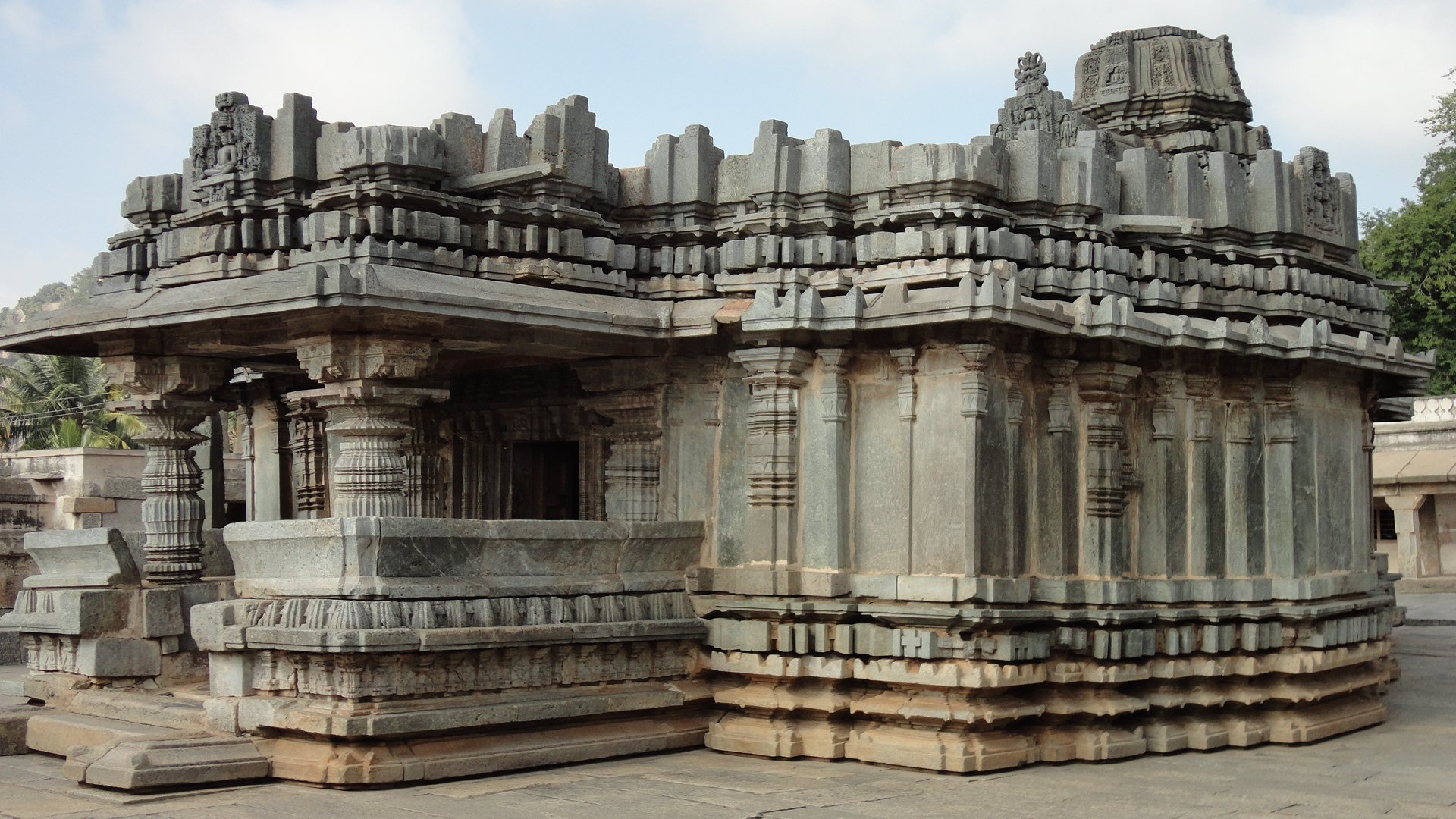
악카나 바사디, 슈라벨라골라
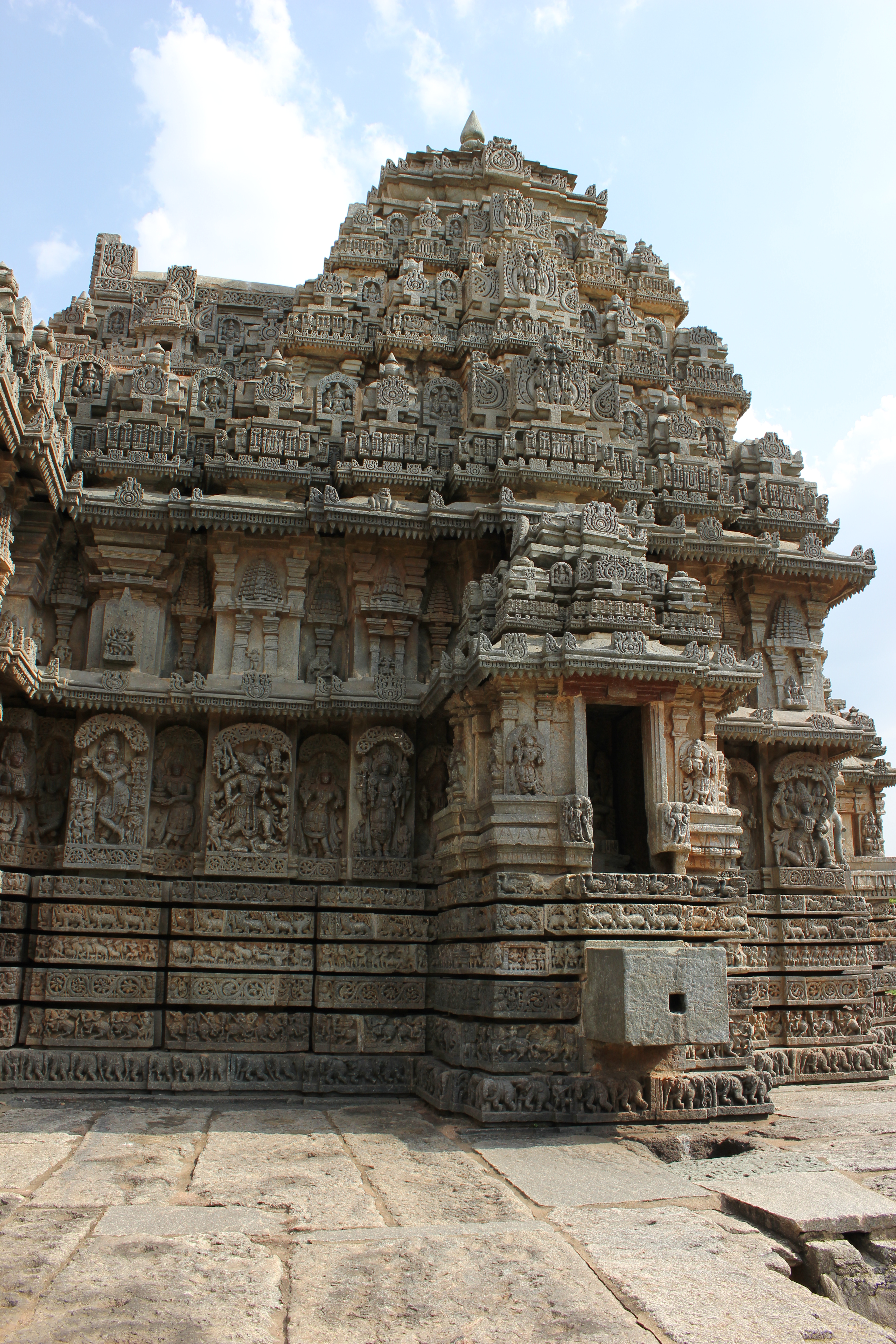
누가할리의 락슈미 나라심하 사원의 베사라 양식의 비마나 (1246 CE)
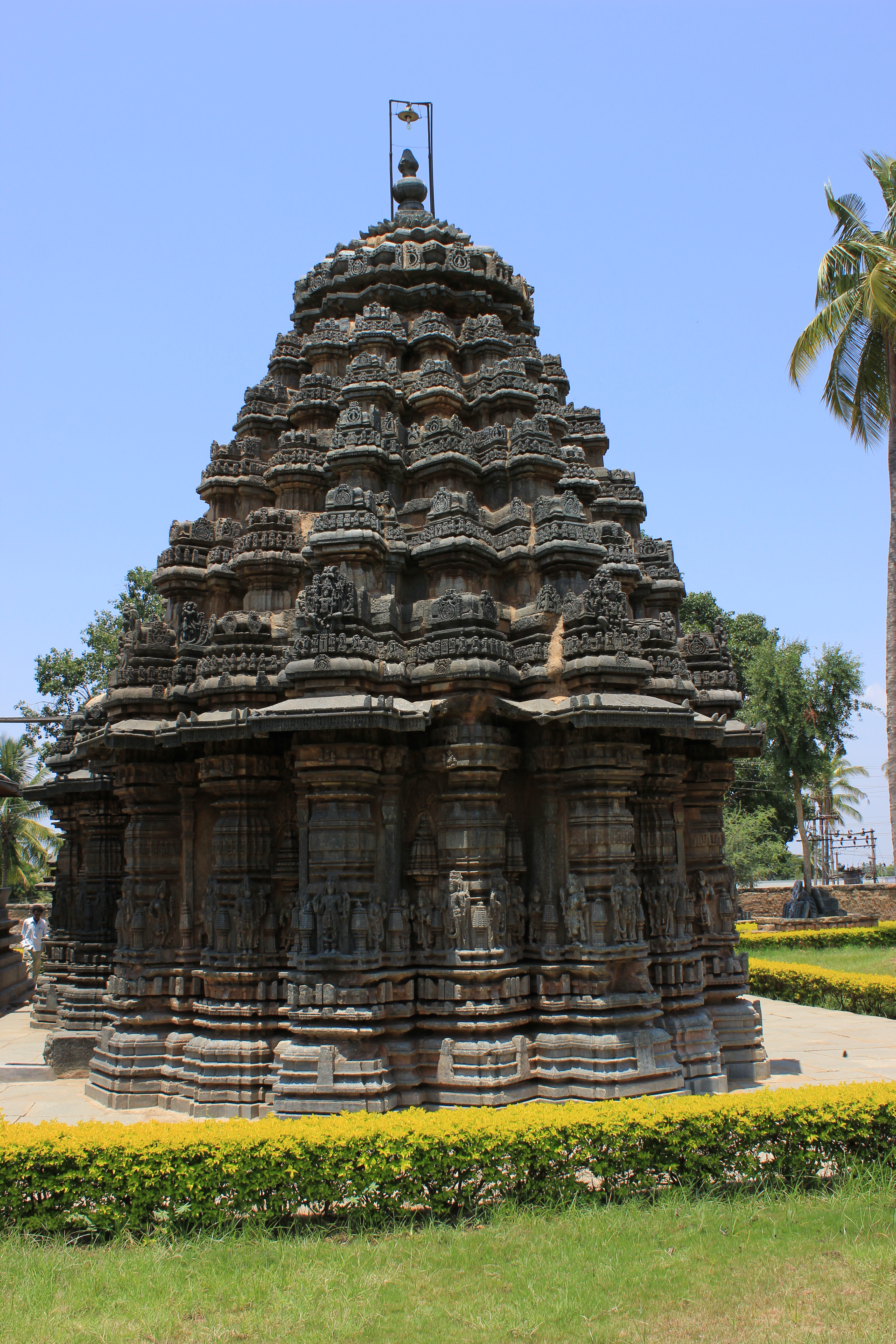
서기 1220년에 지어진 이쉬바라 사원 (아라시케레)의 스텔라테 비마나
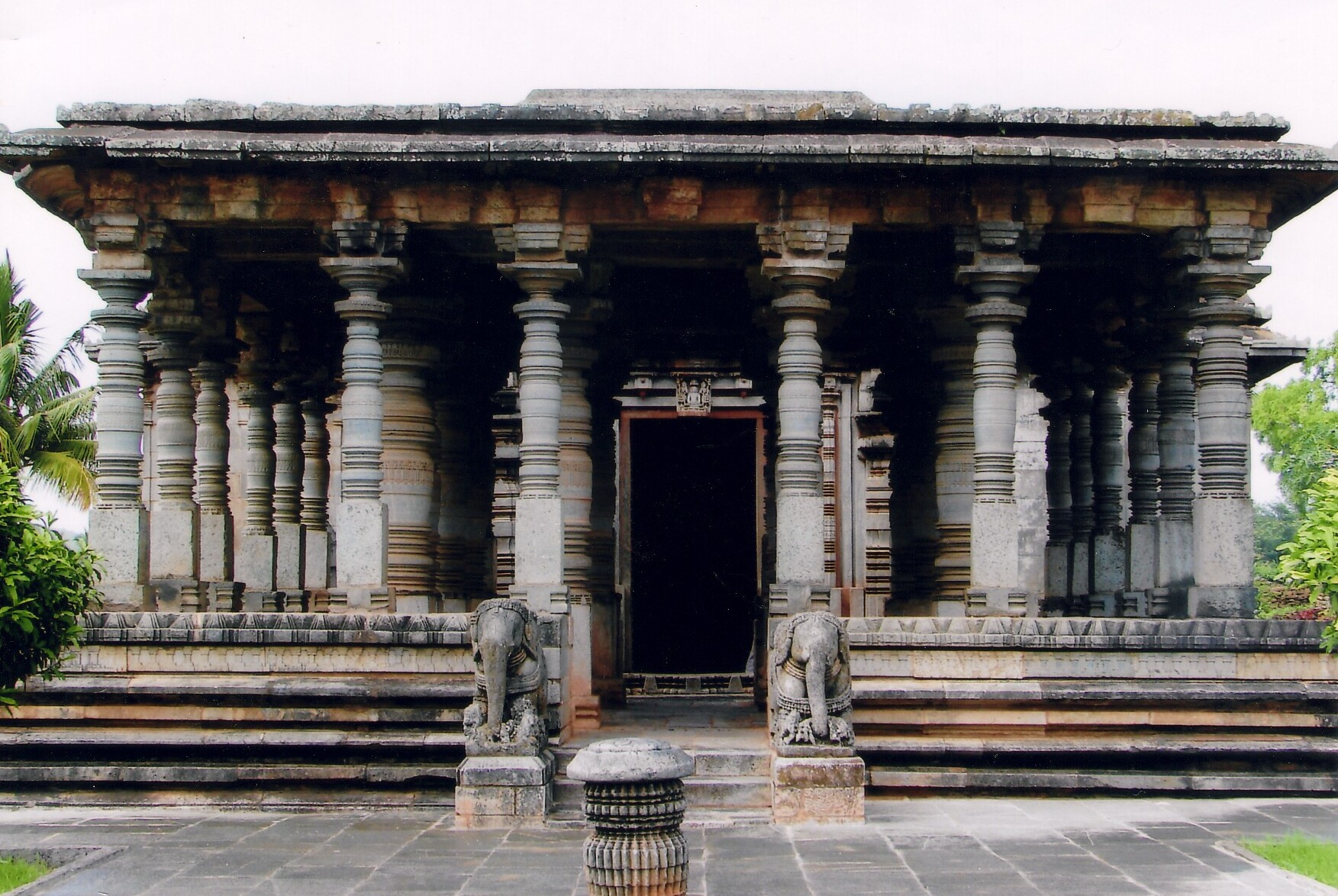
할레비두 사원
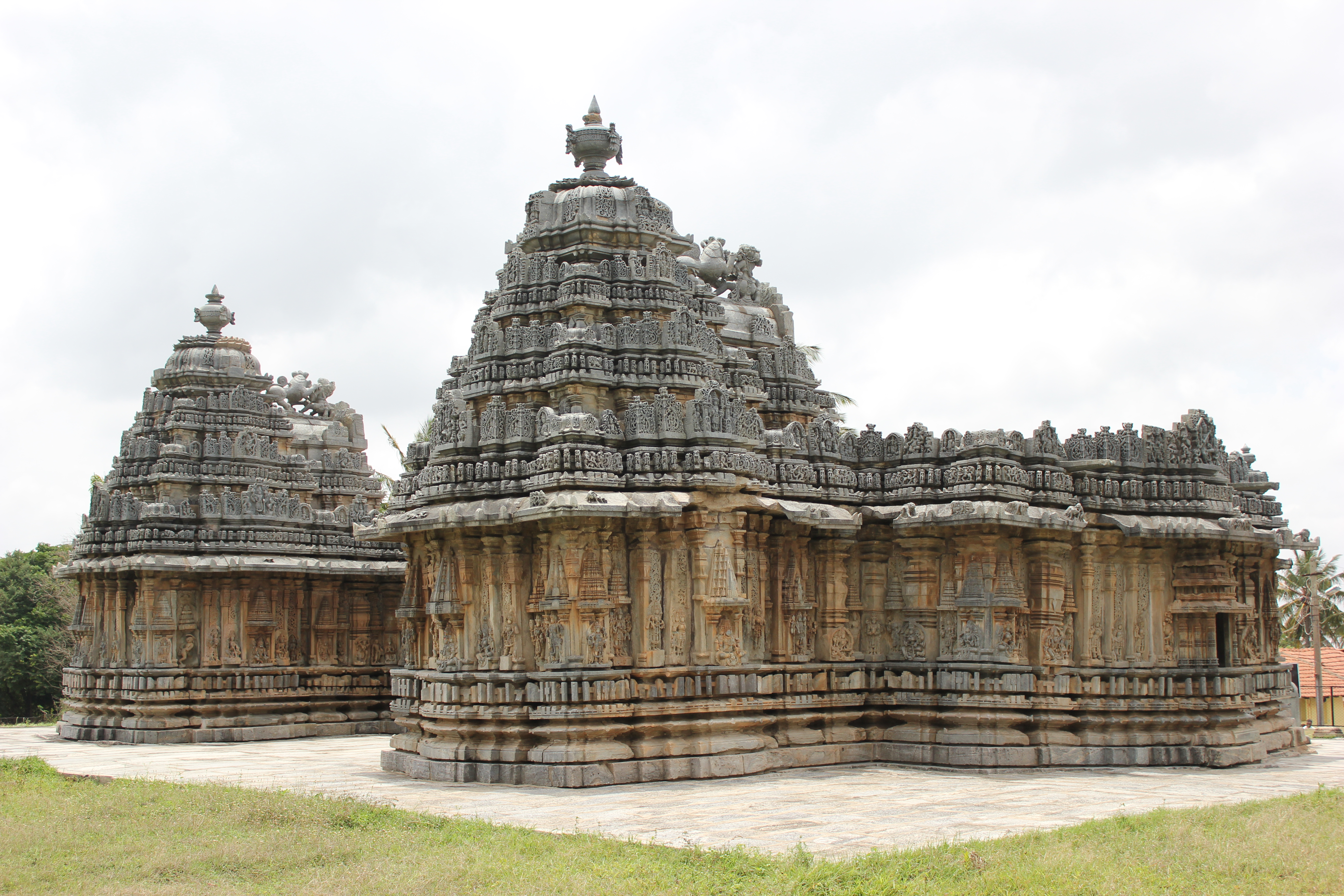
모살레의 쌍둥이 사원 (1200 CE), 나게슈바라 사원 (근처) 및 첸나케샤바 사원 (먼 곳)
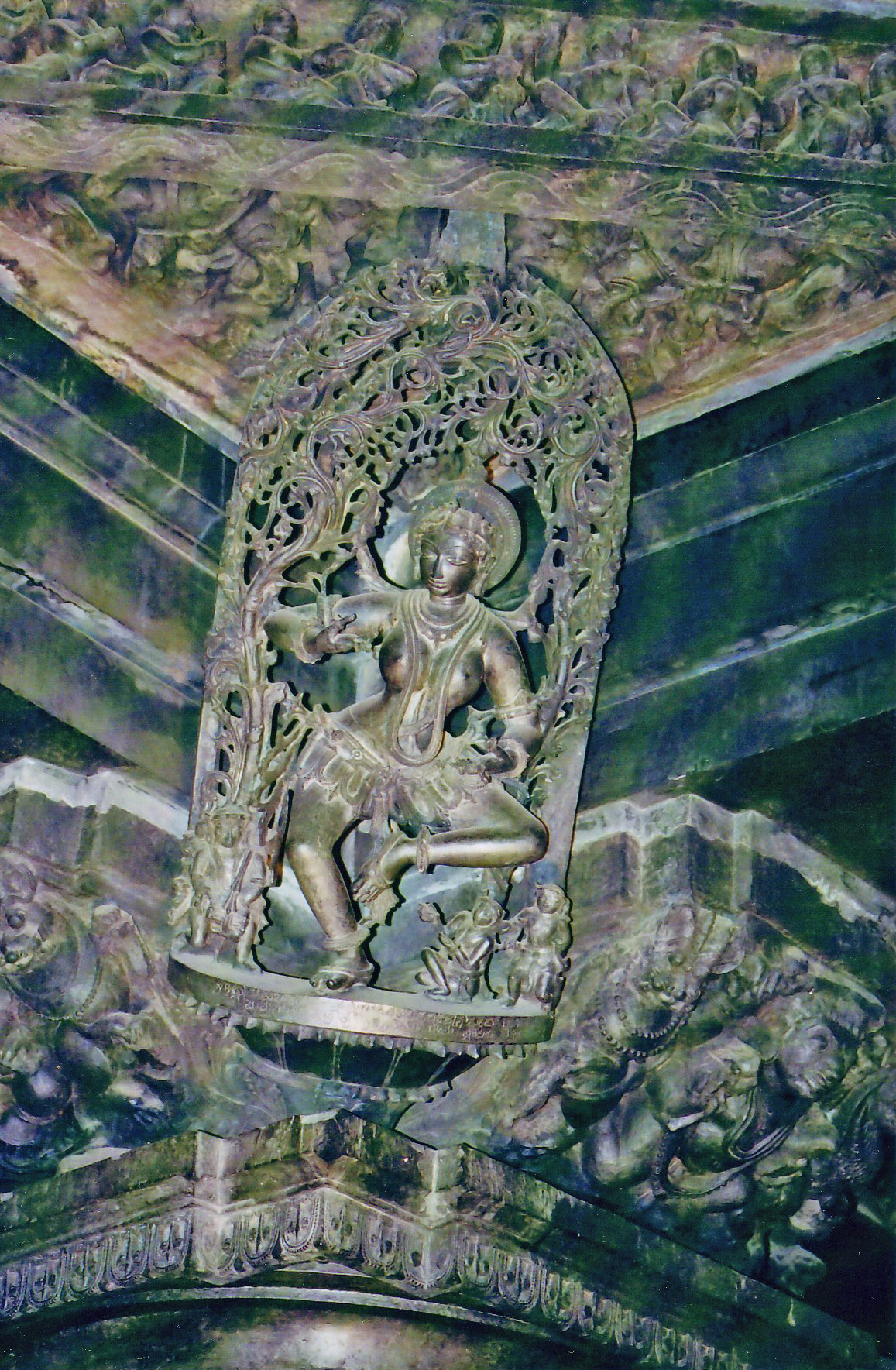
서기 1117년, 벨루르의 체나케샤바 사원에 있는 기둥 위에 있는 무용수의 조각상.

## 역대 군주
| 이름              | 재위         |
| ----------------- | ------------ |
| 니리파 카마 2세   | 1026–1047    |
| 비나야디티야      | 1047–1098    |
| 에레양가          | 1098–1102    |
| 비라 발랄라 1세   | 1102–1108    |
| 비슈누바르다나    | 1108–1152    |
| 나라심하 1세      | 1152–1173    |
| 비라 발랄라 2세   | 1173–1220    |
| 비라 나라심하 2세 | 1220–1234    |
| 비라 소메슈와라   | 1234–1263    |
| 나라심하 3세      | 1263–1292    |
| 비라 발랄라 3세   | 1292–1342/43 |
| 비라 발랄라 4세   | 1342/43-1346 |

## 참고 문헌
- Ayyar, P. V. Jagadisa (1993) [1993]. 《South Indian Shrines》. Asian Educational Services. ISBN 81-206-0151-3.
- Chopra, P.N.; Ravindran, T.K.; Subrahmanian, N (2003) [2003]. 《History of South India (Ancient, Medieval and Modern) Part 1》. New Delhi: Chand Publications. ISBN 81-219-0153-7.
- Foekema, Gerard (1996) [1996]. 《A Complete Guide To Hoysala Temples》. New Delhi: Abhinav. ISBN 81-7017-345-0.
- Foekema, Gerard (2003) [2003]. 《Architecture decorated with architecture: Later medieval temples of Karnataka, 1000–1300 AD》. New Delhi: Munshiram Manoharlal Publishers Pvt. Ltd. ISBN 81-215-1089-9.
- Fritz, John M. and George Michell (editors) (2001). 《New Light on Hampi: Recent Research at Vijayanagar》. Mumbai: MARG. ISBN 81-85026-53-X.
- Hardy, Adam (1995) [1995]. 《Indian Temple Architecture: Form and Transformation-The Karnata Dravida Tradition 7th to 13th Centuries》. Abhinav Publications. ISBN 81-7017-312-4.
- Kamath, Suryanath U. (2001) [1980]. 《A concise history of Karnataka: from pre-historic times to the present》. Bangalore: Jupiter books. LCCN 80905179. OCLC 7796041.
- Keay, John (2000) [2000]. 《India: A History》. New York: Grove Publications. ISBN 0-8021-3797-0.
- Moraes, George M. (1990) [1931]. 《The Kadamba Kula, A History of Ancient and Medieval Karnataka》. New Delhi, Madras: Asian Educational Services. ISBN 81-206-0595-0.
- Narasimhacharya, R (1988) [1988]. 《History of Kannada Literature》. New Delhi, Madras: Asian Educational Services. ISBN 81-206-0303-6.
- Pollock, Sheldon (2006). 《The Language of Gods in the World of Men: Sanskrit, Culture and Power in Pre-modern India》. Berkeley and London: University of California Press. ISBN 0-520-24500-8.
- Rice, B.L. (2001) [1897]. 《Mysore Gazetteer Compiled for Government-vol 1》. New Delhi, Madras: Asian Educational Services. ISBN 81-206-0977-8.
- Rice, E.P. (1982) [1921]. 《Kannada Literature》. New Delhi: Asian Educational Services. ISBN 81-206-0063-0.
- Sastri, K.A. Nilakanta (2002) [1955]. 《A history of South India from prehistoric times to the fall of Vijayanagar》. New Delhi: Indian Branch, Oxford University Press. ISBN 0-19-560686-8.
- Sen, Sailendra Nath (1999) [1999]. 《Ancient Indian History and Civilization》. New Age Publishers. ISBN 81-224-1198-3.
- Shiva Prakash, H.S. (1997). 〈Kannada〉.   Ayyappapanicker. 《Medieval Indian Literature:An Anthology》. Sahitya Akademi. ISBN 81-260-0365-0.
- Stien, Burton (1989) [1989]. 《Vijayanagara》. Wiltshire: Cambridge University Press. ISBN 0-521-26693-9.
- Thapar, Romila (2003) [2003]. 《The Penguin History of Early India》. New Delhi: Penguin Books. ISBN 0-14-302989-4.
- Arthikaje, Mangalore. “Kannada, Kannadiga and Karnataka”. 1998–00 OurKarnataka.Com, Inc. 2006년 11월 4일에 원본 문서에서 보존된 문서. 2006년 11월 17일에 확인함.
- Govindaraya Prabhu (2001년 11월 1일). “Hoysala Coinage - Southern India”. 2007년 1월 19일에 원본 문서에서 보존된 문서. 2006년 11월 17일에 확인함.
- “Hoysala Heritage, Prof. Settar”. 《Frontline, Volume 20 – Issue 08, 12–25 April 2003》. 2006년 11월 17일에 확인함.
- “The City of Boiled Beans”. 《The Hindu, Thursday, 25 July 2002》 (Chennai, India). 2002년 7월 25일. 2004년 4월 4일에 원본 문서에서 보존된 문서. 2006년 11월 17일에 확인함.
- “Belur proposal for World Heritage Status”. 《The Hindu, Sunday 25 July 2004》 (Chennai, India). 2004년 7월 25일. 2004년 10월 22일에 원본 문서에서 보존된 문서. 2006년 11월 17일에 확인함.
- “Hoysala Temples of Belur, by K. L. Kamat, 04 November 2006”. 《© 1996–2006 Kamat's Potpourri》. 2006년 12월 3일에 확인함.